# Per-Gunnar Arctaedius
Per Gunnar Arctaedius ofta kallad P.G. Arctaedius, född den 25 januari 1932 i Robertsfors församling, död 22 januari 2017 i Stockholm , var en svensk fotograf. 
Arctaedius arbetade i början av 60-talet på fotostudion Studio Arne Nilsson tillsammans med fotograferna Bo Appeltoft och Tony Landberg. Från 1968 arbetade Arctaedius i eget bolag - Studio PG Arctaedius.
Under 60-talet fotograferade Arctaedius mycket för Bildjournalen och tog foton för såväl omslag (tex omslaget nr 20 1964 ) och modeartiklar. Arctaedius fotograferade ofta popgrupper med storbildskamera. 
Arctaedius fotograferade mycket modereportage för tidskrifter som Veckorevyn, Allers och Damernas värld men även i internationella modetidskrifter.
Arctaedius ansågs som särskilt skicklig på att fotografera pälsar och fotograferade för många pälsmodereportage, tex för tidskriften Allers och ofta i samarbete med Pälsbranschrådet.
På 70 och 80 talen övergick Arctaedius fotograferande till produkter och böcker tex för ICA Kuriren, tex ”Virka gamla spetsar ”, ”Trädgården. Idéer för tomt och odling” och ”Antikt genom tiderna: en jubileumsbok från ICA-kuriren” men också deckaromslag för Alberts Bonniers Pocketdeckare. 
Arctaedius var släkt med naturforskaren Petrus Arctaedius